# Тартак (Великопольське воєводство)
Тартак (пол. Tartak) — село в Польщі, у гміні Ґродзець Конінського повіту Великопольського воєводства.
У 1975-1998 роках село належало до Конінського воєводства.